# Vladislav Liščák
Vladislav Liščák (* 20. února 1947) byl slovenský a československý politik a bezpartijní poslanec Sněmovny národů Federálního shromáždění za normalizace.

## Biografie
K roku 1986 se profesně uvádí jako dělník. Ve volbách roku 1986 zasedl do slovenské části Sněmovny národů (volební obvod č. 109 – Čadca, Středoslovenský kraj). Ve Federálním shromáždění setrval do konce funkčního období, tedy do voleb roku 1990. Netýkal se ho proces kooptací do Federálního shromáždění po sametové revoluci.